# Исаев, Гейдар Иса оглы
Гейдар Иса оглы Исаев (азерб. Heydər İsa oğlu İsayev; 1936, Нахичевань — 18 октября 1999, Баку) — азербайджанский советский государственный деятель. Депутат Верховного Совета Азербайджанской ССР X—XI созывов и Верховного Совета СССР. Кандидат геолого-минералогических наук.

## Биография
Родился в 1936 в городе Нахичевань. В 1954 году окончил среднюю школу № 6 города Нахичевань. В 1959 году, окончив геолого-разведочный факультет Азербайджанского института нефти и химии имени Мешади Азизбекова, был направлен в Али Байрамлы (ныне Ширван) в качестве оператора по добыче нефти. Работал инженером и старшим инженером нефтепромыслового управления «Ширваннефть».
В декабре 1962 года назначен инженером лаборатории Азербайджанского института нефти и химии. 
В 1964 году принят в очную аспирантуру института. Завершил исследования в короткие сроки и в 1966 году успешно защитил диссертацию. Получил степень кандидата геолого-минералогических наук. Тема диссертации: «Влияние геолого-промысловых факторов на коэффициенты нефтеотдачи пластов подкирмакинской свиты месторождений антиклинальной зоны Маштаги-Бузовны-Кала».
После прохождения курса французского языка в Москве Гейдар Исаев был направлен специалистом в Алжир, где сначала работал преподавателем в университете, затем возглавил кафедру геологии и нефти.
Вернувшись в Азербайджан в 1971 году, стал деканом факультета иностранных граждан АзНИИ. Через год был назначен проректором данного университета. 
Доцент. С 1965 года член КПСС.
Окончил Академию общественных наук при ЦК КПСС.
8 апреля 1977 года решением Совета Министров Азербайджанской ССР назначен первым заместителем министра высшего и среднего специального образования Азербайджанской ССР. 
В 1980 году был освобожден от занимаемой должности и в связи с его высокими организаторскими способностями получил ряд ответственных должностей. С 1980 года являлся первым секретарем районного комитета имени 26 бакинских комиссаров Коммунистической партии Азербайджана.
С 1981 года являлся заведующим отделом науки и образования ЦК Коммунистической партии Азербайджана.
В 1983—1988 годах являлся председателем Государственного комитета профессионально-технического образования Азербайджанской ССР. Основываясь на историческом опыте и традициях, руководил подготовкой квалифицированных рабочих. На X съезде учителей Азербайджана Гейдар Исаев выступил с подробным докладом о состоянии профессионально-технического образования.
В октябре 1988 года Министерство образования Азербайджанской ССР, Министерство высшего и среднего специального образования Азербайджанской ССР и Государственный комитет профессионального образования Азербайджанской ССР были объединены, и Гейдар Исаев был уволен в связи с созданием Министерства народного образования Азербайджанской ССР.
С ноября 1988 по январь 1990 года являлся первым секретарем Нахичеванского областного комитета Коммунистической партии Азербайджана. 
С 1991 года до конца жизни работал в Министерстве экономики Азербайджана.
Член ЦК Коммунистической партии Азербайджана.
Избирался депутатом Верховного Совета Азербайджанской ССР 10, 11 созывов (1980—1990) от Акстафинского избирательного округа №266.
Избирался депутатом Верховного Совета СССР от Ванандского национально-территориального избирательного округа № 615 Нахичеванской АССР. Являлся членом комиссии Совета Национальностей СССР по вопросам социального и экономического развития союзных и автономных республик, автономных областей и округов.
Автор 20 научных работ. 
Свободно владел русским и французским языками.
Умер в 1999 году в Баку.